# Scheffelpreis
Der Scheffelpreis (Eigenschreibweise: Scheffel-Preis) wird jährlich von der Literarischen Gesellschaft Karlsruhe vergeben, ursprünglich an die Besten eines Abitur-Jahrganges (Primus Omnium), derzeit an die jeweils besten (in der Regel vom Lehrerkollegium vorgeschlagenen) Deutsch-Abiturienten der Gymnasien in Baden-Württemberg, Rheinland-Pfalz, Nordrhein-Westfalen und im Saarland. Er ist nach dem Schriftsteller und Dichter Joseph Victor von Scheffel benannt.

## Geschichte
Die Auszeichnung wurde erstmals 1928 vom Vorgänger der Literarischen Gesellschaft, dem  Scheffelbund, verliehen. Das Bestreben war, herausragende „anerkennenswerte Leistungen“ im Fach Deutsch beim Abitur zu würdigen. Im Jahr 2006 wurde der Preis 680 Mal an verschiedenen Gymnasien vergeben. Die Preisträger erhalten für fünf Jahre eine kostenlose Mitgliedschaft und Buchpreise. Bei besonderen Jubiläen (z. B. Scheffels 100. Todestag 1986) wurde eine Scheffel-Medaille verliehen.

## Bekannte Preisträger (Auswahl)
- 1932 Franz Mai, Friedrich-Wilhelm-Gymnasium, Trier
- 1944 Susanne Faschon, HWB (heute Burggymnasium, Kaiserslautern)[2]
- 1948 Reinhard Paul Becker[3]
- 1950 Reinhard Gröper
- 1951 Walter Braun, Neusprachliches Gymnasium Singen/Hohentwiel; Hans Maier, Berthold-Gymnasium Freiburg i. Br.;[4] Gerhard Seiler,[5] Günter Geschke
- 1952 Klaus Engelhardt, Kurfürst-Friedrich-Gymnasium Heidelberg;[5] Karlheinz Schauder
- 1954 Gundolf Keil
- 1955 Lars Clausen
- Peter Assion
- 1959 Ulrich Bopp, Vorsitzender der Robert Bosch Kulturstiftung a. D.; Peter Schneider[5]
- 1960 Robert Zollitsch[5], Klaus Vondung
- 1961 Theodor W. Hänsch, Helmholtz-Gymnasium Heidelberg, Nobelpreis für Physik 2005
- 1962 Bolko von Oetinger
- 1963 Martin Henkel, Kurfürst-Friedrich-Gymnasium Heidelberg, Rolf W. Günther, Melanchthon-Gymnasium Bretten
- 1964 Dirk Hoeges, Staatliches Friedrich-Wilhelm-Gymnasium, Köln
- 1965 Sigi Schwab, Musiker
- 1966 Michael Bauer; Norbert Holzer
- 1967 Stefan Baron, Otfried-von-Weißenburg-Gymnasium Dahn
- 1968 Winfried Kretschmann, Hohenzollern-Gymnasium Sigmaringen
- 1972 Wolfgang Rihm, Bismarck-Gymnasium Karlsruhe
- 1975 Harald Schukraft
- 1976 Ute Wieland; Christian Schad, Kurpfalz Gymnasium Mannheim
- 1977 Bruno Klimek, Uhland-Gymnasium Tübingen
- 1979 Bernhard Eitel, Gymnasium Gengenbach
- 1982 Peter Stephan, Schule Birklehof, Hinterzarten; Susanne Stephan, Auguste-Pattberg-Gymnasium Neckarelz
- 1984 Frank Mentrup, Moll-Gymnasium Mannheim[5]
- 1985 Axel Schock, Wilhelmi-Gymnasium Sinsheim
- 1987 Thomas Blubacher, Georg-Büchner-Gymnasium Rheinfelden
- 1988 Christina Kopf, Käthe-Kollwitz-Schule Bruchsal
- 1990 Andreas Hepp, Bildungszentrum Königsbach/Baden[6]
- 1992 Silke Scheuermann[5]
- 1995 Ramona Ambs
- 1996 Nora Krug, Helmholtz-Gymnasium Karlsruhe
- 1996 Markolf Hoffmann
- 1997 Björn Kern, Theodor-Heuss-Gymnasium Schopfheim; Stephanie Rupprecht, Gymnasium Balingen
- 1998 Anja Kümmel
- 2001 Lena Gorelik
- 2003 Timo Bader; Lino Wirag, Dominic Fritz